# Ісаакій (Андроник)
Архієпи́скоп Ісаакій (в миру:Федір Филиппович Андроник); (18 березня 1964, Гілічень, Теленештський район, Молдова)  — Єпископ Української православної церкви (Московського патріархату), Архієпископ Ворзельський, Вікарій Київської митрополії, настоятель-намісник Свято-Покровського монастиря «Голосіївська пустинь».

## Життєпис
Народився 18 березня 1964 року в селі Гілічень Теленештського району Молдавської РСР.
З 1971 по 1981 рр. навчався у місцевій загальноосвітній школі. З 1982 по 1984 рр. служив в радянській армії.
1 вересня 1988 року став послушником Києво-Печерської лаври. 16 лютого 1989 року був пострижений в чернецтво з ім'ям Ісаакій на честь преподобного Ісаакія Затворника Печерського. 16 березня 1990 року був рукоположений в сан ієродиякона. 9 січня 1991 року був рукоположений в сан ієромонаха.
У 1993 році був призначений скитоначальником у Свято-Покровську Голосіївську пустинь і возведений у сан ігумена. У 1995 році був возведений у сан архімандрита. У 1996 році став намісником чоловічого монастиря «Свято-Покровська Голосіївська пустинь». 21 жовтня 2009 року нагороджений правом носіння другого хреста з прикрасами.

## Архиєрейство

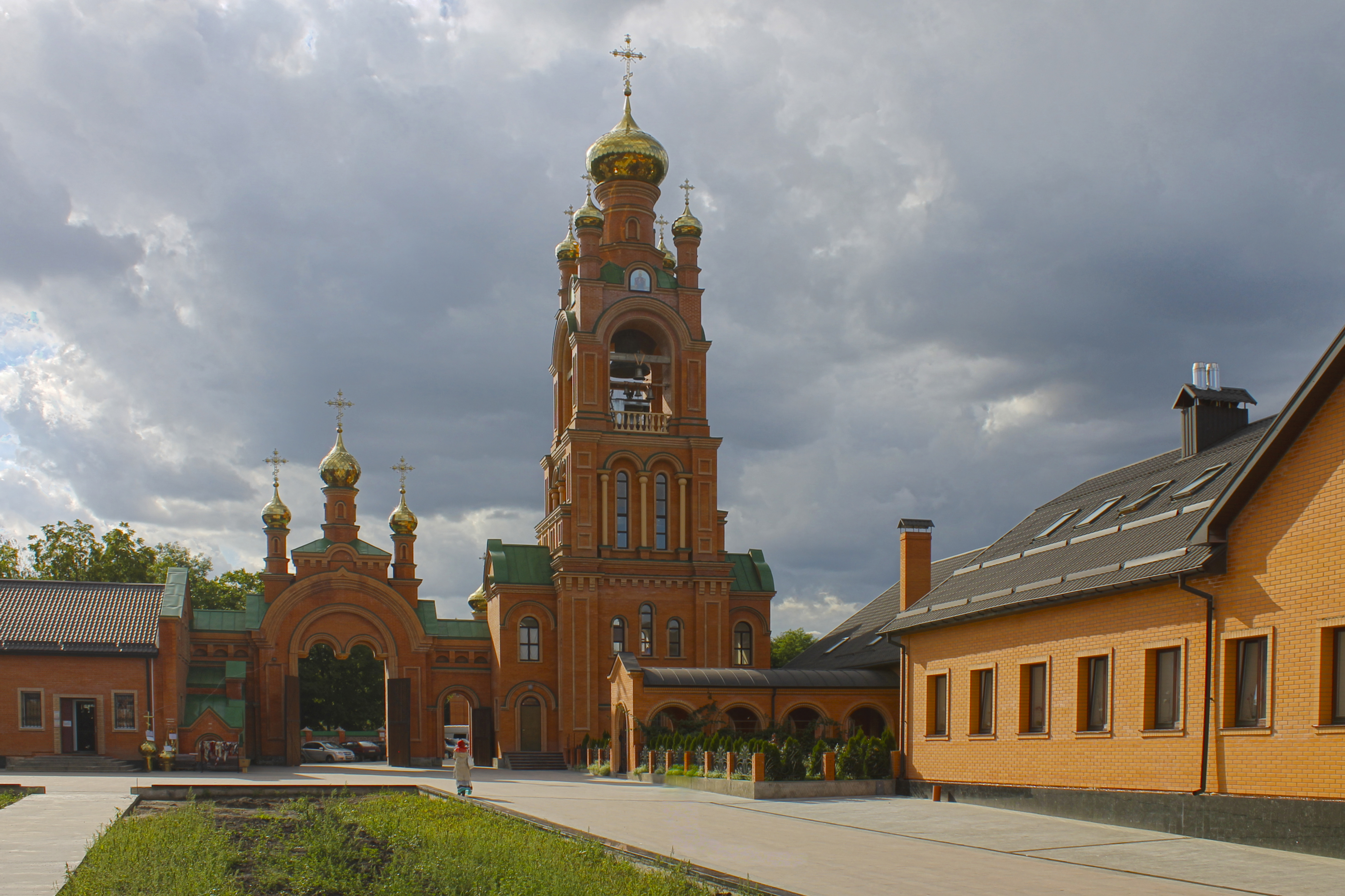
Резиденція єпископа Ісаакія (Андроника), поблизу дзвіниці

Рішенням синоду УПЦ МП (Журнал № 43) від 18 жовтня 2016 року призначений єпископом Ворзельським, вікарієм Київської Митрополії (московського патріархату).
12 листопада 2016 року у Свято-Пантелеймонівському соборі Києва Предстоятель Української православної церкви Митрополит Онуфрій очолив чин наречення Архімандрита Ісаакія (Андроника) Єпископом Ворзельським — вікарієм Київської митрополії.
13 грудня 2016 року в чоловічому монастирі «Свято-Покровська Голосіївська пустинь» відбулася архієрейська хіротонія єпископа Ісаакія, яку очолив Блаженніший Митрополит Київський і всієї України Онуфрій.
13 грудня 2023 року в храмі в честь ікони Божої Матері «Живоносний Істочник» в Покровськім Голосіївськім монастирі м. Києва митрополитом Онуфриєм був возведений в сан архієпископа.